# ناپالگوئه
ناپالگوئه شهری در شهرستان بورزانگا در استان بام در بورکینافاسوی شمالی است و جمعیت آن ۱۲۹۳ نفر است.